# 카리냐노
카리냐노(it; 피에몬테어: Carignan pms)는 토리노 광역시의 코무네 (지방 자치체)이며, 토리노 남쪽으로 약 20 킬로미터 (12 mi) 떨어진 피에몬테주에 위치한다. 카리냐노는 다음 지자체와 접한다: 몬칼리에리, 비노보, 라 로자, 피오베시 토리네세, 빌라스텔로네, 카스타뇰레 피에몬테, 오사시오, 롬브리아스코 및 카르마뇰라.

## 볼거리
- 건축가 베르나르도 비토네의 걸작인 발리노토 성지가 마을 영토 내에 있다.
- 빌라 말렌키니 포르투니, 카리냐노, 16세기 농촌 궁전.

## 같이 보기
- 카리냥